# Малок, Эл
Альфред Малок Роджерс (30 июня 1926, Торонто — май 1968, Гуадис, Андалусия), более известный как Эл Малок — канадский характерный актёр.

## Ранние годы
Альфред Малок Роджерс родился 30 июня 1926 года в Торонто, Онтарио, Канада. Он был единственным ребёнком Адель Коутры Малок (1904—1970) и Альфреда Роджерса. По материнской линии он происходил из рода Малок, его предком был Уильям Малок, один из отцов-основателей Канадской конфедерации.

## Карьера
Посещал актёрскую студию Ли Страсберга в Нью-Йорке. Затем, с Давидом де Кейзером, основал Лондонскую студию, где преподавал актёрское мастерство. В британской киноиндустрии Малок был наиболее активен в 1950-е и в начале 1960-х годов, появляясь в многочисленных фильмах и сериалах.
Наиболее известен своими небольшими ролями спагетти-вестернах, в первую очередь сотрудничеством с Серджо Леоне в картинах Хороший, плохой, злой и Однажды на Диком Западе.

## Смерть
Малок покончил с собой, выбросившись из окна своего гостиничного номера в Гвадикс, Гранада, Испания в мае 1968 года, во время съемок для Однажды на Диком Западе. В этот момент на нём был его сценический ковбойский костюм. Свидетелями самоубийства стали сценарист фильма Микки Нокс и менеджер по производству Клаудио Манчини. Они видели, как тело Малока пролетело мимо их окна ближе к концу съёмок. Малок выжил при падении, и «скорая» повезла его в больницу, но во время тряской езды сломанное ребро пронзило легкое, и спасти актёра не удалось. Согласно воспоминаниям очевидцев, Серджио Леоне препятствовал «скорой» и требовал, чтобы с Малока прежде сняли костюм, который был необходим для завершения съёмок.
Причины самоубийства Малока, а также странного обстоятельства с костюмом, неизвестны. Его жена умерла годом раньше от рака шейки матки, и хотя они расстались ещё раньше, возможно, свою роль сыграла депрессия. Микки Нокс также утверждал в своей книге, «Хороший, плохой и Дольче Вита», что Малок был наркоманом и покончил жизнь самоубийством от отчаяния, так как он был не в состоянии приобретать лекарства в Гвадиксе.

## Семья
Эл Малок приходился правнуком сэру Уильяму Малоку (1843—1944), бывшему канадскому Генерал-Почтмейстеру. Был женат на актрисе Штеффи Хендерсон, но она умерла в 1967 году от рака шейки матки. У них был один ребёнок, Робин Малок, в настоящее время он проживает в Род-Айленде (США) под именем Марси Эклипс Нельсон.